# Nu är mörkrets tid
Nu är mörkrets tid är den fjärde delen i John Marsdens bokserie.
- Originaltitel: Darkness, be my friend
- Utgivningsår: 1997

## Handling
Ellie och hennes vänner återvänder från Nya Zeeland med en grupp nyzeeländska elitsoldater. Tonåringarna ska bara vara deras vägvisare, men det är soldaterna som ska utföra guerillaoperationen. Sedan soldaterna visats till Warrawee väntar Ellie, Homer, Fi och Kevin på att de och Lee ska återvända. Men de kommer inte tillbaka. Något har gått snett.
Ungdomarna måste bestämma sig för vad de ska göra. De smyger tillbaka till Warrawee för att ta reda på vad som hänt.
| Föregående bok: Den tredje dagens kyla | Serien om Wirrawee | Nästa bok: Så grydde hämndens timme |